# Phobocampe pallida
Phobocampe pallida är en stekelart som först beskrevs av Joseph Augustine Cushman 1922.  Phobocampe pallida ingår i släktet Phobocampe och familjen brokparasitsteklar. Inga underarter finns listade i Catalogue of Life.